# MySQL Workbench
MySQL Workbench — інструмент для візуального проектування баз даних, що інтегрує проектування, моделювання, створення й експлуатацію БД в єдине безкоштовне оточення для системи баз даних MySQL. Є наступником DBDesigner 4 з FabForce. 
MySQL Workbench пропонується в двох редакціях:
- Community Edition — поширюється під вільною ліцензією GNU GPL
- Standard Edition — доступна за щорічною передплатою. Ця версія включає в себе додаткові функції, які підвищують продуктивність розробників та адміністраторів БД.

## Історія

### GUI Tools
Пакет MySQL GUI Tools містить крос-платформове вільне програмне забезпечення (під ліцензією GNU GPL) для адміністрування серверів баз даних MySQL, а також для створення і маніпулювання даними всередині баз даних MySQL. Цей пакет розроблявся Sun Microsystems, але пізніше його розробка була зупинена, і зараз він доступний тільки з архівів завантажень на сайті MySQL.
Пакет GUI Tools був повністю замінений MySQL Workbench починаючи з бета-версії 5.2. Тим не менш, MySQL Support Team продовжувала надавати підтримку пакета GUI Tools до 30 червня 2010. У майбутніх версіях MySQL Workbench буде додано плагін для міграції, повністю сумісний з MySQL Migration Toolkit, що входить до складу пакета GUI Tools.

### Workbench
Перша версія MySQL Workbench була випущена у вересні 2005 року.
MySQL Workbench був першим сімейством продуктів, який був доступний в двох варіантах. Щоб привернути розробників в основну команду розробки, комерційна стандартна версія програми (Standard Edition) пропонується поверх вільної версії (Community Edition), що розповсюджується під ліцензією GNU GPL. «Community Edition» є повнофункціональним продуктом, що має всі основні можливості комерційного варіанту. Будучи основою для всіх майбутніх релізів, він буде отримувати користь від всіх майбутніх зусиль, прикладених для розвитку продукту. «Standart Edition» розширює «Community Edition» серією модулів і плагінів, що дозволяють оптимізувати робочий процес і, тим самим, заощадити час і уникнути помилок.

## Можливості програми
- Дозволяє наочно представити модель бази даних в графічному вигляді.
- Наочний і функціональний механізм установки зв'язків між таблицями, в тому числі «багато до багатьох» із створенням таблиці зв'язків.
- Reverse Engineering — відновлення структури таблиць з вже існуючої на сервері БД (зв'язки відновлюються в InnoDB, при використанні MyISAM зв'язки необхідно встановлювати вручну).
- Зручний редактор SQL запитів, що дозволяє відразу ж відправляти їх серверові і отримати відповідь у вигляді таблиці.
- Можливість редагування даних у таблиці в візуальному режимі.

## Підтримувані платформи
MySQL Workbench 5.2 [4]
- Windows 7 32bit/64bit
- Windows XP
- Mac OS X 10.6.1 +
- Ubuntu 10.04 32bit/64bit
- Fedora 12 32bit/64bit
- Oracle Enterprise Linux 6 32bit/64bit
- Red Hat Enterprise Linux 6 32bit/64bit

MySQL Workbench 5.1, 5.0
- Windows XP
- Windows Vista

## Виноски
1. ↑  MySQL Workbench Features (англійською) . Архів оригіналу за 18 квітня 2012. Процитовано 25 лютого 2010.
2. ↑  MySQL GUI Tools Bundle: Archived Downloads (англійською) . Архів оригіналу за 18 квітня 2012. Процитовано 25 лютого 2010.
3. 1 2  MySQL Product Support EOL Announcements (англійською) . Архів оригіналу за 18 квітня 2012. Процитовано 25 лютого 2010.
4. ↑  MySQL GUI Tools for 5.0 Release 11 available for download (англійською) . Архів оригіналу за 18 квітня 2012. Процитовано 25 лютого 2010.
5. ↑  MySQL Workbench Editions. Архів оригіналу за 18 квітня 2012. Процитовано 25 лютого 2010.
6. ↑  Michael G. Zinner (17 листопада 2007). MySQL Workbench OSS / SE Beta available for download - Beta testers wanted! (англійською) . Архів оригіналу за 18 квітня 2012. Процитовано 25 лютого 2010.